# Саша Скендерија
Саша Скендерија (Витез, 4. јул 1968) јесте босанско-амерички пјесник.

## Биографија
Скендерија је почео да објављује поезију, прозу и критику на српско-хрватском крајем 1980-их. Дипломирао је на Универзитету у Сарајеву 1991. године. Након што је преживио шест мјесеци опсаде Сарајева, побјегао је у Праг, гдје је докторирао о информационе науке на Карловом универзитету (1997). 1999. године, уз помоћ преводиоца и професора лингвистике Универзитета Корнел Вејлса Брауна, Скендерија је стигла на Итаку у Њујорку. Преселио се у Њујорк 2010. и живео у Асторији, Квинс. Сада живи у Прагу, Чешка Република, гдје ради за Чешку Националну технолошку библиотеку.
Скендерија је један од најпознатијих босанскохерцеговачких пјесника рођених од 1960. године, а његово стваралачки опус преноси низ искустава и тема, од свакодневних до полемичких, уз помјерање граница жанра. Убраја се међу босанске пјеснике са највише критика на енглеском језику.

## Дјела

### Поезија
- Golo O[6]
- Kako naslikati žar-pticu[7]
- Ništa nije kao na filmu[8]
- Praški fraktali[9]
- Zašto je patuljak morao biti ustrijeljen[10]
- Rt Dobre Nade[11]

### Књиге поезије (превод на енглески)
- - Why the Dwarf Had to be Shot[12]
  - Cape of Good Hope[13]

### Песме у антологијама
Поезија му је уврштена у више босанских и хрватских антологија и преведена на чешки, енглески, македонски и словеначки:
- Prague Tales: A Collection of Central European Contemporary Writing[16]
- Absinthe, New European Writing[17]
- There is Less and Less Space: Panorama of the Newest Bosnian Poetry (на бошњачком)[18]
- Scar on the Stone: Contemporary Poetry from Bosnia[19]
- Conan Lives Here: Young Bosnian Poetry 1992-1996 (на хрватском)[20]
- Messages from the Bottom of the Night: Literature of Bosnia and Herzegovina under Siege and in Exile (на чешком)[21]
- The Passion of Difference/Dark Sound of Emptiness: Croatian Poetry of the 1990s (на хрватском)[22]

Енглески преводи његових песама су такође укључени у:
- Balkan Visions and Silver Visions II[23]
- Witness[24]
- Like a Fragile Index of the World: Poems for David Skorton[25]
- Spirit of Bosnia[26]
- The City That Never Sleeps: Poems of New York[27]

Скендерија је био сарадник у писању текстове за три албума култног сарајевског техноиндустријског бенда СЦХ (VRIL, 2002; Eat This!, 2004; and Dance, 2007).